# Lourouer-Saint-Laurent
Lourouer-Saint-Laurent es una comuna francesa situada en el departamento de Indre, en la región de Centro-Valle del Loira.

## Demografía
| 267 | 246 | 228 | 231 | 228 | 224 | 261 |
| Para los censos de 1962 a 1999 la población legal corresponde a la población sin duplicidades (Fuente: INSEE [Consultar]) |     |     |     |     |     |     |